# Roc LaFortune
Roc LaFortune (* 21. Dezember 1956 in Lachute, Québec) ist ein kanadischer Schauspieler und Drehbuchautor.

## Leben und Leistungen
LaFortune wird manchmal auch als Roch LaFortune, Rock LaFortune, Roch Lafortune und Roc Lafortune aufgelistet.
Im Laufe seiner bisherigen Berufslaufbahn verkörperte er über 50 Rollen, zum Beispiel im Thriller Airspeed – Rettung in letzter Sekunde (1998) mit Elisha Cuthbert, im Horrorfilm Knight of the Apocalypse (1998) mit Dolph Lundgren, in der schwarzen Komödie Free Money (1998) von Regisseur Yves Simoneau mit Charlie Sheen und Marlon Brando, im Gerichtsfilm Nürnberg – Im Namen der Menschlichkeit (2000) von Yves Simoneau mit Alec Baldwin, in der Komödie Pluto Nash – Im Kampf gegen die Mondmafia (2002) von Ron Underwood mit Eddie Murphy, im Historienfilm Napoleon (2002) von Yves Simoneau mit Christian Clavier und Isabella Rossellini, in der Komödie Die große Verführung (2003) von Jean-François Pouliot und in der Verwechslungskomödie C'est pas moi... c'est l'autre! (2004) mit Roy Dupuis.

## Filmografie (Auswahl)
| - 1997: Les Boys - 1998: Airspeed – Rettung in letzter Sekunde - 1998: Knight of the Apocalypse (The Minion) - 1998: Free Money - 1998: Les Boys II - 1999: 36 Stunden bis zum Tod (36 Hours to Die) - 1999: Bonanno: A Godfather’s Story - 2000: Nürnberg – Im Namen der Menschlichkeit (Nuremberg) - 2001: Les Boys III - 2002: Pluto Nash – Im Kampf gegen die Mondmafia (The Adventures of Pluto Nash ) - 2002: Napoleon (Napoléon) - 2003: Die große Verführung (La grande séduction) - 2004: C'est pas moi... c'est l'autre! - 2005: Les Boys IV - 2006: Marie-Antoinette (TV) - 2010: Territories | - 1998: Airspeed – Rettung in letzter Sekunde - 2000: Ein Geist kommt selten allein (Believe) |